# Архиепархия Гангры
Архиепархия Гангры (лат. Archidioecesis Gangrensis) —  титулярная архиепархия Римско-Католической церкви.

## История
Античный город Гангра (сегодня - Чанкыры) находился в провинции Пафлагония диоцеза Понта. До конца X века город Гангра был центром одноимённой архиепархии Константинопольского патриархата.
Первым епископом Пафлагонии был святой Ипатий Гангрский, память которого согласно «Martyrologium Romanum» отмечается в Римско-Католической церкви 14 ноября. Ипатий Гангрский участвовал в Первом Никейском соборе 325 года и по возвращении в Гангру последователями Новациана был казнён через побиение камнями:

«Gangris, in Paphlagonia, sancti Hypatii Episcopi, qui, a magna Nicaena Synodo rediens, a Novatianis haereticis in via lapidibus impetitus, Martyr occubuit». (В Гангре, в Пафлагонии, святой епископ Ипатий после возвращения с Никейского собора еретиками новацианами был казнён побиением камнями и умер мучеником).

Согласно сочинению «Notitia Episcopatuum» епархия Гангры в 640 году занимала 15 место в иерархии митрополий Константинопольского патриархата. В митрополию Гангры входили епархии Амастрии, Ионополиса, Дадибры и Соры. В начале X века положение архиепархии не изменилась, за исключением того, что из митрополии Гангры вышла епархия Амастрии, которая стала самостоятельной архиепархией.
В Гангре были проведены два поместных Синода, самым известным из которых был Синод в 375 году. На этих синодах обсуждались учение монаха Евстахия Армянского, который отвергал брак, утверждая, что он мешает духовной жизни. Синоды в Гангре обосновали значение брака и его законность для христианской жизни.
В начале XI веке архиепархия Гангры прекратила своё существование.
С 1885 года архиепархия Гангры является титулярной архиепархией Римско-Католической церкви.

## Греческие епископы
- святой епископ Ипатий Гангрский (? — 325);
- епископ Василидий (упоминается в 372 году);
- епископ Боспорий (упоминается в 431 году);
- епископ Каллиник;
- епископ Петр I (449—458);
- епископ Фёдор (упоминается в 518 году);
- епископ Александр (упоминается в 553 году);
- епископ Алипий (упоминается в 680 году);
- епископ Сергий (упоминается в 692 году);
- епископ Маркеллин;
- епископ Константин (упоминается в 787 году);
- епископ Василий (упоминается в 869 году);
- епископ Николай I (упоминается в 879 году);
- епископ Николай II (упоминается в 932 году);
- епископ Стефан;
- епископ Петр II (упоминается в 997 году).

## Титулярные епископы
- епископ Roberto Menini O.F.M.Cap.[2] (19.05.1885 — 12.10.1916);
- епископ Pedro Armengol Valenzuela Poblete O. de M. (16.12.1916 — 10.07.1922);
- епископ Adriano Smets (2.08.1922 — 31.07.1947);
- епископ Antoine-Pierre-Jean Fourquet M.E.P. (21.06.1948 — 18.02.1952);
- епископ Francesco de Filippis (1.09.1953 — 3.01.1964);
- епископ Antônio Ferreira de Macedo C.SS.R. (22.06.1964 — 28.02.1989);
- вакансия с 1989 года.

## Источник
- Annuario Pontificio, Libreria Editrice Vaticana, Città del Vaticano, 2003, стр. 823, ISBN 88-209-7422-3
- Pius Bonifacius Gams, Series episcoporum Ecclesiae Catholicae Архивная копия от 26 июня 2015 на Wayback Machine, Leipzig 1931, стр. 442  (лат.)
- Michel Lequien, Oriens christianus in quatuor Patriarchatus digestus Архивная копия от 7 января 2018 на Wayback Machine, Parigi 1740, Tomo I, coll. 549—554
- Gaetano Moroni, Dizionario di erudizione storico-ecclesiastica, vol. 28, стр. 164—165  (лат.)
- Jean Darrouzès, Notes de littérature et de géographie ecclésiastiques Архивная копия от 30 июня 2015 на Wayback Machine, in: Revue des études byzantines, tome 50 (1992), стр. 98-101  (фр.)
- Heinrich Gelzer, Ungedruckte und ungenügend veröffentlichte Texte der Notitiae episcopatuum, Abhandlungen der philosophisch-historische classe der bayerische Akademie der Wissenschaften, 1901, стр. 529—641  (нем.)